# Haplinis fluviatilis
Haplinis fluviatilis là một loài nhện trong họ Linyphiidae.
Loài này thuộc chi Haplinis. Haplinis fluviatilis được A. David Blest miêu tả năm 1979.